# Ceriagrion azureum
Ceriagrion azureum – gatunek ważki z rodziny łątkowatych (Coenagrionidae). Występuje w południowej i południowo-wschodniej Azji – od północnych i północno-wschodnich Indii i Nepalu po południowo-wschodnie Chiny i Wietnam.